# Comitê de apropriações da câmara dos Estados Unidos
O comitê de apropriações da câmara dos Estados Unidos é um comitê da Câmara dos Deputados dos Estados Unidos.
O comitê é responsável pela aprovação de projetos de apropriação junto com sua contraparte no Senado. As contas aprovadas pelo Comitê de Apropriações regulam as despesas em dinheiro do governo dos Estados Unidos. Como tal, é um dos mais poderosos dos comitês, e seus membros são vistos como influentes. Eles tomam as principais decisões sobre o trabalho de seus comitês - quando seus comitês se reúnem, quais projetos de lei serão considerados e por quanto tempo.

## História
A base constitucional do Comitê de Apropriações vem do Artigo 1, Seção 9, Cláusula Sétima da Constituição dos EUA, que diz:
Nenhum dinheiro será retirado do tesouro, mas em conseqüência de apropriações feitas por lei; e uma declaração regular e uma conta de recibos e despesas de todo o dinheiro público serão publicados de tempos em tempos.
Isso claramente delegou o poder de apropriar dinheiro ao Congresso, mas foi vago além disso. Originalmente, o poder de apropriação era tomado pelo Comitê de Modos e Meios, mas a Guerra Civil dos Estados Unidos colocou um grande fardo sobre o Congresso e, ao final desse conflito, ocorreu uma reorganização.

### Primeiros anos
A Comissão de Dotações foi criada em 11 de dezembro de 1865, quando a Câmara dos Representantes dos EUA separou as tarefas da Comissão de Caminhos e Meios em três partes. A passagem da legislação que afeta os impostos permaneceu com maneiras e meios. O poder de regulamentação bancária foi transferido para o Comitê de Bancos e Comércio. O poder de apropriar-se do dinheiro - para controlar os investimentos federais — foi dado ao recém-criado Comitê de Apropriações.
Na época da criação, a composição do comitê era de nove; atualmente tem 53 membros. O poder do comitê só cresceu desde sua fundação; muitos de seus membros e presidentes passaram a ocupar postos ainda mais altos. Quatro deles — Samuel Randall (D-PA), Joseph Cannon (R-IL), Joseph Byrns (D- TN) e Nancy Pelosi (D- CA) — tornaram-se o Presidente da Câmara dos Representantes dos Estados Unidos; um deles, James Garfield, tornou-se presidente dos Estados Unidos.
A raiz do poder do Comitê de Apropriações é a sua capacidade de desembolsar fundos e, assim, à medida que o orçamento federal dos Estados Unidos aumenta, o poder do Comitê de Apropriações também aumenta. O primeiro orçamento federal dos Estados Unidos, em 1789, era de 639 mil dólares — uma quantia considerável para a época, mas uma quantia muito menor em relação à economia do que o orçamento federal viria a ser depois. No momento em que o comitê de apropriações foi fundado, a Guerra Civil e a inflação aumentaram os gastos para cerca de 1,3 bilhão de dólares, aumentando a influência das Dotações. As despesas continuaram seguindo esse padrão — aumentando acentuadamente durante as guerras antes de se estabelecerem — por mais de cem anos.
Outro desenvolvimento importante para apropriações ocorreu durante o Governo Warren G. Harding. Harding foi o primeiro presidente dos Estados Unidos a entregar uma proposta orçamentária ao Congresso.

### Recentemente

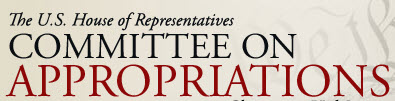
Logotipo do Comitê da Câmara dos Estados Unidos sobre Apropriações

Em maio de 1945, quando o deputado Albert J. Engel solicitou fundos extras para o Projeto Manhattan, o governo aprovou uma visita à CEW (e a HEW, se desejado) por legisladores selecionados, incluindo Engel, Mahon, Snyder, John Taber e Clarence Cannon, presidente da comissão). Cerca de um mês antes, Taber e Cannon quase chegaram a um acordo sobre as despesas. Mas depois de visitar o Engenheiro Clinton Funciona em Oak Ridge Taber perguntou Geral Groves e coronel Nichols "Tem certeza que você está pedindo dinheiro suficiente? Canhão comentou: 'Bem, eu nunca esperei ouvir isso de você, John'.
No início dos anos 1970, o Comitê de Apropriações enfrentou uma crise. O Presidente Richard Nixon começou a "confiscar" os fundos, não permitindo que eles fossem gastos, mesmo quando o Congresso havia especificamente se apropriado de dinheiro por uma causa. Este foi essencialmente um veto de item de linha. Numerosos processos judiciais foram apresentados por grupos de interesse indignados e membros do Congresso. Por fim, a sensação de que o Congresso precisava recuperar o controle do processo orçamentário levou à adoção da Lei do Orçamento do Congresso e Controle de Impostos, de 1974, que concluiu o processo orçamentário em sua forma atual.

## Função
O Comitê de Apropriações é amplamente reconhecido pelos cientistas políticos como um dos "comitês de poder",[carece de fontes?] desde que segura o poder da bolsa. As aberturas no comitê de apropriações são freqüentemente exigidas e são distribuídas como recompensas. É um dos comitês exclusivos da Casa, o que significa que seus membros normalmente não se sentam em nenhum outro comitê. Sob as Regras da Casa, uma exceção a isso é que cinco membros do Comitê de Apropriações devem servir na Comissão de Orçamento da Câmara - três para a Maioria e dois para a Minoria. Grande parte do poder do comitê vem da utilidade inerente de controlar os gastos. Seus presidentes de subcomissão costumam ser chamados de "cardeais" por causa do poder que exercem sobre o orçamento.
Como o Congresso é eleito a partir de distritos uninominais, quão bem o membro obtém recompensas por seu distrito é um dos melhores indicadores se ele será ou não reeleito. Uma maneira de obter popularidade em um distrito é trazer para ele o gasto federal, criando empregos e elevando o desempenho econômico. Esse tipo de gasto é muitas vezes ridicularizado pelos críticos como gastos com barris de carne de porco, enquanto aqueles que se dedicam a ele geralmente o defendem como despesa necessária e apropriada de fundos do governo. Os membros do comitê de apropriações podem fazer isso melhor do que a maioria e, como tal, a nomeação é considerada como um adicional. Essa ajuda também pode ser direcionada a outros membros, aumentando a estatura dos membros do comitê na Câmara e ajudando-os a obter apoio para posições de liderança ou outras honrarias.
O comitê tende a ser menos partidário do que outros comitês ou a Casa em geral. Embora a parte minoritária ofereça emendas durante a consideração da comissão, os projetos de lei de dotações muitas vezes recebem apoio bipartidário significativo, tanto em comissão como no plenário da Câmara. Essa atmosfera pode ser atribuída ao fato de que todos os membros da comissão têm um interesse em assegurar que a legislação contenha dinheiro para seus próprios distritos. Por outro lado, como os membros desse comitê podem facilmente direcionar dinheiro para seus distritos de origem, é considerado muito difícil destituir um membro desse comitê em uma eleição - especialmente se ele for um "cardeal".
Além disso, a capacidade de apropriação de dinheiro é útil para lobistas e grupos de interesse; como tal, estar em dotações facilita a coleta de contribuições de campanha (ver financiamento de campanha).

## Membros, 116.º Congresso
| Maioria | Minoria |
| --- | --- |
| - Nita Lowey, Nova York, presidente - Marcy Kaptur, Ohio - Pete Visclosky, Indiana - José E. Serrano, Nova Iorque - Rosa DeLauro, Connecticut - David Price, Carolina do Norte - Lucille Roybal-Allard, Califórnia - Sanford Bishop, Georgia - Barbara Lee, Califórnia - Betty McCollum, Minnesota - Tim Ryan, Ohio - Holandês Ruppersberger, Maryland - Debbie Wasserman Schultz, Flórida - Henry Cuellar, Texas - Chellie Pingree, Maine - Mike Quigley, Illinois - Derek Kilmer, Washington - Matt Cartwright, Pensilvânia - Grace Meng, Nova Iorque - Mark Pocan, Wisconsin - Katherine Clark, Massachusetts - Pete Aguilar, Califórnia, vice-presidente - Lois Frankel, Flórida - Cheri Bustos, Illinois - Bonnie Watson Coleman, Nova Jersey - Brenda Lawrence, Michigan - Norma Torres, Califórnia - Charlie Crist, Flórida - Ann Kirkpatrick, Arizona - Ed Case, Havaí | - Kay Granger, Texas, Membro do Ranking - Hal Rogers, Kentucky - Robert Aderholt, Alabama - Mike Simpson, Idaho - John Carter, Texas - Ken Calvert, Califórnia - Tom Cole, Oklahoma, vice-membro do ranking - Mario Diaz-Balart, Flórida - Tom Graves, Geórgia - Steve Womack, Arkansas - Jeff Fortenberry, Nebraska - Chuck Fleischmann, Tennessee - Jaime Herrera Beutler, Washington - David Joyce, Ohio - Andy Harris, Maryland - Martha Roby, Alabama - Mark Amodei, Nevada - Chris Stewart, Utah - Steven Palazzo, Mississippi - Dan Newhouse, Washington - John Moolenaar, Michigan - John Rutherford, Flórida - Will Hurd, Texas |

Fontes: H.Res. 7 (Presidente), H.Res. 8 (Membro de Ranking), H.Res. 42 (D), H.Res. 68 (R)

## Listas de associados históricos

### 115.º congresso
| Maioria | Minoria |
| --- | --- |
| - Rodney Frelinghuysen, Nova Jersey, presidente - Hal Rogers, Kentucky - Robert Aderholt, Alabama - Kay Granger, Texas - Mike Simpson, Idaho - John Culberson, Texas - John Carter, Texas - Ken Calvert, Califórnia - Tom Cole, Oklahoma - Mario Diaz-Balart, Flórida - Charlie Dent, Pensilvânia - Tom Graves, Geórgia - Kevin Yoder, Kansas - Steve Womack, Arkansas - Jeff Fortenberry, Nebraska - Tom Rooney, Flórida - Chuck Fleischmann, Tennessee - Jaime Herrera Beutler, Washington - David Joyce, Ohio - David Valadao, Califórnia - Andy Harris, Maryland - Martha Roby, Alabama - Mark Amodei, Nevada - Chris Stewart, Utah - David Young, Iowa - Evan Jenkins, West Virginia - Steven Palazzo, Mississippi - Dan Newhouse, Washington - John Moolenaar, Michigan - Scott Taylor, Virginia | - Nita Lowey, Nova Iorque, Membro do Ranking - Marcy Kaptur, Ohio - Pete Visclosky, Indiana - José Serrano, Nova Iorque - Rosa DeLauro, Connecticut - David Price, Carolina do Norte - Lucille Roybal-Allard, Califórnia - Sanford Bishop, Georgia - Barbara Lee, Califórnia - Betty McCollum, Minnesota - Tim Ryan, Ohio - Holandês Ruppersberger, Maryland - Debbie Wasserman Schultz, Flórida - Henry Cuellar, Texas - Chellie Pingree, Maine - Mike Quigley, Illinois - Derek Kilmer, Washington, Vice-Membro do Ranking - Matt Cartwright, Pensilvânia - Grace Meng, Nova Iorque - Mark Pocan, Wisconsin - Katherine Clark, Massachusetts - Pete Aguilar, Califórnia |

### 114.º Congresso
| Maioria | Minoria |
| --- | --- |
| - Hal Rogers, Kentucky, presidente - Rodney Frelinghuysen, Nova Jersey - Robert Aderholt, Alabama - Kay Granger, Texas - Mike Simpson, Idaho - John Culberson, Texas - Ander Crenshaw, Flórida - John Carter, Texas - Ken Calvert, Califórnia - Tom Cole, Oklahoma - Mario Diaz-Balart, Flórida - Charlie Dent, Pensilvânia - Tom Graves, Geórgia - Kevin Yoder, Kansas - Steve Womack, Arkansas - Jeff Fortenberry, Nebraska - Tom Rooney, Flórida - Chuck Fleischmann, Tennessee - Jaime Herrera Beutler, Washington - David Joyce, Ohio - David Valadao, Califórnia - Andy Harris, Maryland - Martha Roby, Alabama - Mark Amodei, Nevada - Chris Stewart, Utah - Scott Rigell, Virginia - David Jolly, Flórida - David Young, Iowa - Evan Jenkins, West Virginia - Steven Palazzo, Mississippi | - Nita Lowey, Nova Iorque, Membro do Ranking - Marcy Kaptur, Ohio - Pete Visclosky, Indiana - José Serrano, Nova Iorque - Rosa DeLauro, Connecticut - David Price, Carolina do Norte - Lucille Roybal-Allard, Califórnia - Sam Farr, Califórnia - Sanford Bishop, Georgia - Barbara Lee, Califórnia - Mike Honda, Califórnia - Betty McCollum, Minnesota - Steve Israel, Nova Iorque - Tim Ryan, Ohio - Holandês Ruppersberger, Maryland - Debbie Wasserman Schultz, Flórida - Henry Cuellar, Texas - Chellie Pingree, Maine - Mike Quigley, Illinois - Derek Kilmer, Washington - Matt Cartwright, Pensilvânia |

## Subcomitês

### Reorganização em 2007
Em 2007, o número de subcomitês aumentou para 12 no início do 110.º Congresso. Essa reorganização, desenvolvida pelo presidente David Obey e seu colega no Senado, Robert Byrd, pela primeira vez forneceu estruturas de subcomitês comuns entre ambas as casas, uma medida que ambos os presidentes esperavam que permitisse ao Congresso "concluir a ação sobre cada um dos fundos do governo a tempo pela primeira vez desde 1994".
A nova estrutura acrescentou o Subcomitê de Serviços Financeiros e o Governo Geral e transferiu a jurisdição sobre as dotações do Poder Legislativo do comitê pleno para um Subcomitê do Ramo Legislativo recém-reintegrado, que não existia desde o 108.º Congresso.

### Lista de subcomissões
| Subcomissão                                                                              | Cadeira                         | Membro do Ranking            |
| ---------------------------------------------------------------------------------------- | ------------------------------- | ---------------------------- |
| Agricultura, Desenvolvimento Rural, Food and Drug Administration e Agências Relacionadas | Bispo Sanford (D-GA)            | Jeff Fortenberry (R-NE)      |
| Comércio, justiça, ciência e agências relacionadas                                       | José Serrano (D-NY)             | Robert Aderholt (R-AL)       |
| Defesa                                                                                   | Pete Visclosky (D-IN)           | Ken Calvert (R-CA)           |
| Desenvolvimento de Energia e Água                                                        | Marcy Kaptur (D-OH)             | Mike Simpson (R-ID)          |
| Serviços Financeiros e Governo Geral                                                     | Mike Quigley (D-IL)             | Tom Graves (R-GA)            |
| Segurança Interna                                                                        | Lucille Roybal-Allard (D-CA)    | Chuck Fleischmann (R-TN)     |
| Interior, meio ambiente e agências relacionadas                                          | Betty McCollum (D-MN)           | Dave Joyce (R-OH)            |
| Trabalho, Saúde e Serviços Humanos, Educação e Agências Relacionadas                     | Rosa DeLauro (D-CT)             | Tom Cole (R-OK)              |
| Poder Legislativo                                                                        | Tim Ryan (D-OH)                 | Jaime Herrera Beutler (R-WA) |
| Construção Militar, Assuntos de Veteranos e Agências Relacionadas                        | Debbie Wasserman Schultz (D-FL) | John Carter (R-TX)           |
| Estado, operações estrangeiras e programas relacionados                                  | Nita Lowey (D-NY)               | Hal Rogers (R-KY)            |
| Transporte, Habitação e Desenvolvimento Urbano e Agências Relacionadas                   | Preço de David (D-NC)           | Mario Diaz-Balart (R-FL)     |

## Lista de cadeiras
| Ocupante               | Partido     | Estado        | Período      |
| ---------------------- | ----------- | ------------- | ------------ |
| Thaddeus Stevens       | Republicano | Pensilvânia   | 1865–1868    |
| Elihu B. Washburne     | Republicano | Illinois      | 1868–1869    |
| Henry L. Dawes         | Republicano | Massachusetts | 1869–1871    |
| James A. Garfield      | Republicano | Ohio          | 1871–1875    |
| Samuel J. Randall      | Democrático | Pensilvânia   | 1875–1876    |
| William S. Holman      | Democrático | Indiana       | 1876–1877    |
| Hiester Clymer         | Democrático | Pensilvânia   | 1877         |
| John D. C. Atkins      | Democrático | Tennessee     | 1877–1881    |
| Frank Hiscock          | Republicano | Nova Iorque   | 1881–1883    |
| Samuel J. Randall      | Democrático | Pensilvânia   | 1883–1889    |
| Joseph G. Cannon       | Republicano | Illinois      | 1889–1891    |
| William S. Holman      | Democrático | Indiana       | 1891–1893    |
| Joseph D. Sayers       | Democrático | Texas         | 1893–1895    |
| Joseph G. Cannon       | Republicano | Illinois      | 1895–1903    |
| James A. Hemenway      | Republicano | Indiana       | 1903–1905    |
| James Albertus Tawney  | Republicano | Minnesota     | 1905–1911    |
| John J. Fitzgerald     | Democrático | Nova Iorque   | 1911–1917    |
| J. Swagar Sherley      | Democrático | Kentucky      | 1917–1919    |
| James W. Good          | Republicano | Iowa          | 1919–1921    |
| Charles Russell Davis  | Republicano | Minnesota     | 1921–1923    |
| Martin B. Madden       | Republicano | Illinois      | 1923–1928    |
| Daniel R. Anthony, Jr. | Republicano | Kansas        | 1928–1929    |
| William R. Wood        | Republicano | Indiana       | 1929–1931    |
| Joseph W. Byrns        | Democrático | Tennessee     | 1931–1933    |
| James P. Buchanan      | Democrático | Texas         | 1933–1937    |
| Edward T. Taylor       | Democrático | Colorado      | 1937–1941    |
| Clarence Cannon        | Democrático | Missouri      | 1941–1947    |
| John Taber             | Republicano | Nova Iorque   | 1947–1949    |
| Clarence Cannon        | Democrático | Missouri      | 1949–1953    |
| John Taber             | Republicano | Nova Iorque   | 1953–1955    |
| Clarence Cannon        | Democrático | Missouri      | 1955–1964    |
| George H. Mahon        | Democrático | Texas         | 1964–1979    |
| Jamie L. Whitten       | Democrático | Mississippi   | 1979–1993    |
| William H. Natcher     | Democrático | Kentucky      | 1993–1994    |
| David R. Obey          | Democrático | Wisconsin     | 1994–1995    |
| Bob Livingston         | Republicano | Luisiana      | 1995–1999    |
| C.W. Bill Young        | Republicano | Flórida       | 1999–2005    |
| Jerry Lewis            | Republicano | California    | 2005–2007    |
| David R. Obey          | Democrático | Wisconsin     | 2007–2011    |
| Hal Rogers             | Republicano | Kentucky      | 2011–2017    |
| Rodney Frelinghuysen   | Republicano | Nova Jérsia   | 2017–2019    |
| Nita Lowey             | Democrático | Nova Iorque   | 2019-present |